# Campeonato Mundial de Piragüismo en Aguas Tranquilas de 2001
El XXXI Campeonato Mundial de Piragüismo en Aguas Tranquilas se celebró en Poznań (Polonia) entre el 23 y el 26 de agosto de 2001 bajo la organización de la Federación Internacional de Piragüismo (ICF) y la Federación Polaca de Piragüismo.
Las competiciones se realizaron en el canal de piragüismo ubicado en el lago Malta.

## Medallistas

### Masculino
| Evento    | Oro                                                                         | Plata                                                                                                 | Bronce                                                                               |
| --------- | --------------------------------------------------------------------------- | --- | ------------------------------------------------------------------------------------ |
| K1 200 m  | Ronald Rauhe · Alemania                                                     | Olexi Slivinski · Ucrania                                                                             | Anton Riajov Uzbekistán                                                              |
| K2 200 m  | Alvydas Duonėla · Egidijus Balčiūnas · Lituania                             | Ronald Rauhe · Tim Wieskötter · Alemania                                                              | Mykola Zaichenkov · Myjailo Luchnik · Ucrania                                        |
| K4 200 m  | Gábor Horváth · Vince Fehérvári · István Beé · Róbert Hegedűs · Hungría     | Roman Zarubin · Alexandr Ivanik · Denis Turchenkov · Oleg Gorobi · Rusia                              | Olexi Slivinski · Mykola Zaichenkov · Myjailo Luchnik · Boris Markin · Ucrania       |
| K1 500 m  | Ákos Vereckei · Hungría                                                     | Anton Riajov Uzbekistán                                                                               | Javier Andrés Correa Argentina                                                       |
| K2 500 m  | Ronald Rauhe · Tim Wieskötter · Alemania                                    | Alvydas Duonėla · Egidijus Balčiūnas · Lituania                                                       | Markus Oscarsson · Henrik Nilsson · Suecia                                           |
| K4 500 m  | Roman Zarubin · Alexandr Ivanik · Denis Turchenkov · Andrei Tissin · Rusia  | Vasile Curuzan · Marian Băban · Geza Magyar · Romică Șerban · Rumania                                 | Richard Riszdorfer · Michal Riszdorfer · Erik Vlček · Juraj Bača · Eslovaquia        |
| K1 1000 m | Babak Amir-Tahmasseb Francia                                                | Javier Andrés Correa Argentina                                                                        | Lutz Liwowski · Alemania                                                             |
| K2 1000 m | Eirik Verås Larsen · Nils Olav Fjeldheim · Noruega                          | Krisztián Bártfai · Krisztián Veréb · Hungría                                                         | Marc Westphalen · Marco Herszel · Alemania                                           |
| K4 1000 m | Andreas Ihle · Mark Zabel · Björn Bach · Stefan Ulm · Alemania              | Zoltán Kammerer · Botond Storcz · Roland Kökény · Gábor Horváth · Hungría                             | Roman Zarubin · Alexandr Ivanik · Denis Turchenkov · Oleg Gorobi · Rusia             |
| C1 200 m  | Dmytro Sablin · Ucrania                                                     | Maxim Opalev · Rusia                                                                                  | Michał Śliwiński · Polonia                                                           |
| C2 200 m  | Paweł Baraszkiewicz · Daniel Jędraszko · Polonia                            | Ionel Averian · Mihail Vartolomei · Rumania                                                           | Ibrahim Rojas Blanco · Leobaldo Pereira Pulido · Cuba                                |
| C4 200 m  | Sándor Malomsoki · Gábor Iván · György Zala · László Vasali · Hungría       | Petr Netušil · Jan Břečka · Petr Fuksa · Karel Kožíšek · República Checa                              | Alexandr Kovaliov · Alexandr Kostoglod · Vladislav Polzunov · Maxim Opalev · Rusia   |
| C1 500 m  | Maxim Opalev · Rusia                                                        | György Kolonics · Hungría                                                                             | Andreas Dittmer · Alemania                                                           |
| C2 500 m  | Ibrahim Rojas Blanco · Leobaldo Pereira Pulido · Cuba                       | Paweł Baraszkiewicz · Daniel Jędraszko · Polonia                                                      | Mitică Pricop · Florin Popescu · Rumania                                             |
| C4 500 m  | Iosif Anisim · Florin Popescu · Mihail Vartolomei · Ionel Averian · Rumania | György Zala · György Kozmann · Béla Belicza · Gábor Iván · Hungría                                    | Roman Krugliakov · Konstantin Fomichov · Vladimir Ladosha · Alexei Volkonski · Rusia |
| C1 1000 m | Andreas Dittmer · Alemania                                                  | Martin Doktor · República Checa                                                                       | György Kolonics · Hungría                                                            |
| C2 1000 m | Marcin Kobierski · Michał Śliwiński · Polonia                               | José Alfredo Bea · David Mascato · España                                                             | Ibrahim Rojas Blanco · Leobaldo Pereira Pulido · Cuba                                |
| C4 1000 m | György Zala · György Kozmann · Béla Belicza · Gábor Iván · Hungría          | Ivan Skovorodkin · Aliaxandr Bahdanovich · Aliaxandr Kurliandchyk · Aliaxandr Zhukouski · Bielorrusia | Iosif Anisim · Chiriac Marcov · Mihail Vartolomei · Ionel Averian · Rumania          |

### Femenino
| Evento    | Oro                                                                          | Plata                                                                                         | Bronce                                                                                        |
| --------- | ---------------------------------------------------------------------------- | --------------------------------------------------------------------------------------------- | --------------------------------------------------------------------------------------------- |
| K1 200 m  | Karen Furneaux · Canadá                                                      | Elżbieta Urbańczyk · Polonia                                                                  | Szilvia Szabó · Hungría                                                                       |
| K2 200 m  | Beatriz Manchón Portillo · Sonia Molanes Costa · España                      | Beata Sokołowska · Aneta Pastuszka · Polonia                                                  | Kinga Dékány · Erzsébet Viski · Hungría                                                       |
| K4 200 m  | Kinga Dékány · Krisztina Fazekas · Erzsébet Viski · Katalin Kovács · Hungría | María Teresa Portela · María Isabel García · Belén Sánchez Jiménez · Ana María Penas · España | Karolina Sadalska · Aneta Pastuszka · Dorota Kuczkowska · Joanna Skowroń · Polonia            |
| K1 500 m  | Josefa Idem · Italia                                                         | Katrin Borchert Australia                                                                     | Katalin Kovács · Hungría                                                                      |
| K2 500 m  | Szilvia Szabó · Kinga Bóta · Hungría                                         | Beata Sokołowska · Aneta Pastuszka · Polonia                                                  | Beatriz Manchón Portillo · Sonia Molanes Costa · España                                       |
| K4 500 m  | Katalin Kovács · Szilvia Szabó · Kinga Bóta · Erzsébet Viski · Hungría       | Manuela Mucke · Katrin Wagner · Anett Schuck · Nadine Opgen-Rhein · Alemania                  | María Teresa Portela · María Isabel García · Belén Sánchez Jiménez · Ana María Penas · España |
| K1 1000 m | Josefa Idem · Italia                                                         | Katrin Wagner · Alemania                                                                      | Katrin Borchert Australia                                                                     |
| K2 1000 m | Manuela Mucke · Nadine Opgen-Rhein · Alemania                                | Katrin Borchert Katrin Kieseler Australia                                                     | Beatriz Manchón Portillo · Sonia Molanes Costa · España                                       |
| K4 1000 m | Kinga Dékány · Szilvia Szabó · Kinga Bóta · Erzsébet Viski · Hungría         | Karolina Sadalska · Aneta Białkowska · Dorota Kuczkowska · Joanna Skowroń · Polonia           | Hanna Balabanova · Nataliya Feklisova · Inna Osypenko-Radomska · Tetiana Semykina · Ucrania   |

## Medallero
| Núm. | País            | Oro | Plata | Bronce | Total |
| ---- | --------------- | --- | ----- | ------ | ----- |
| 1    | Hungría         | 8   | 4     | 4      | 16    |
| 2    | Alemania        | 5   | 3     | 3      | 9     |
| 3    | Polonia         | 2   | 5     | 2      | 9     |
| 4    | Rusia           | 2   | 2     | 3      | 7     |
| 5    | Italia          | 2   | 0     | 0      | 2     |
| 6    | España          | 1   | 2     | 3      | 6     |
| 7    | Rumania         | 1   | 2     | 2      | 5     |
| 8    | Ucrania         | 1   | 1     | 3      | 5     |
| 9    | Lituania        | 1   | 1     | 0      | 2     |
| 10   | Cuba            | 1   | 0     | 2      | 3     |
| 11   | Canadá          | 1   | 0     | 0      | 1     |
| 11   | Francia         | 1   | 0     | 0      | 1     |
| 11   | Noruega         | 1   | 0     | 0      | 1     |
| 14   | Australia       | 0   | 2     | 1      | 3     |
| 15   | República Checa | 0   | 2     | 0      | 2     |
| 16   | Argentina       | 0   | 1     | 1      | 2     |
| 16   | Uzbekistán      | 0   | 1     | 1      | 2     |
| 18   | Bielorrusia     | 0   | 1     | 0      | 1     |
| 19   | Eslovaquia      | 0   | 0     | 1      | 1     |
| 19   | Suecia          | 0   | 0     | 1      | 1     |
|      | TOTAL           | 27  | 27    | 27     | 81    |